# Honkytonk Man
Honkytonk Man je americký hudební westernový komediálně-dramatický film z roku 1982, který se odehrává v období Velké hospodářské krize. Clint Eastwood, který film produkoval a režíroval, v něm hraje se svým synem Kylem Eastwoodem. Scénář Clancyho Carlilea vychází z jeho stejnojmenného románu z roku 1980. Jedná se o poslední vystoupení Martyho Robbinse před jeho smrtí. Příběh Clintovy postavy Reda Stovalla je volně založen na životě Jimmieho Rodgerse.

## Děj
Potulný westernový zpěvák Red Stovall trpí tuberkulózou, ale dostal příležitost prosadit se v Grand Ole Opry v Nashvillu v Tennessee. Doprovází ho jeho mladý synovec Whit. Po řadě dobrodružství, mezi něž patří i synovcova první sexuální zkušenost v nevěstinci, konečně dorazí na místo.
Záchvat kašle při konkurzu mu sice zničí šance, ale hledači talentů nahrávací společnosti jsou natolik ohromeni, že mu domluví nahrávání, i když si uvědomují, že mu zbývají jen dny života. Tuberkulóza dosáhne kritického stadia uprostřed této nahrávání, kde Redovy repliky doplňuje Smokey, vedlejší kytarista (country zpěvák Marty Robbins ve své poslední filmové roli). Red nakonec podlehne, zatímco Whit přísahá, že bude vyprávět strýcův příběh. Redův historický cestovní vůz Lincoln Model K, který převládá v celém filmu, nakonec „umírá“ na hřbitově, kde je Red uložen k poslednímu odpočinku.